# Angela Hauck
Angela Stahnke-Hauck, née le 2 octobre 1965 à Berlin, est une patineuse de vitesse est-allemande puis allemande des années 1980 et 1990.

## Carrière
Angela Stahnke-Hauck remporte aux Championnats du monde de sprint de patinage de vitesse la médaille d'or en 1990 à Tromsø et la médaille d'argent en 1985 à Heerenveen et en 1994 à Calgary.